# Romont (Fribourg)
Romont is een gemeente en plaats in het Zwitserse kanton Fribourg, en maakt deel uit van het district Glâne.
Romont telt ca. 5.400 inwoners en heeft sinds 1862 een treinstation met spoorverbindingen richting Lausanne en Bern.

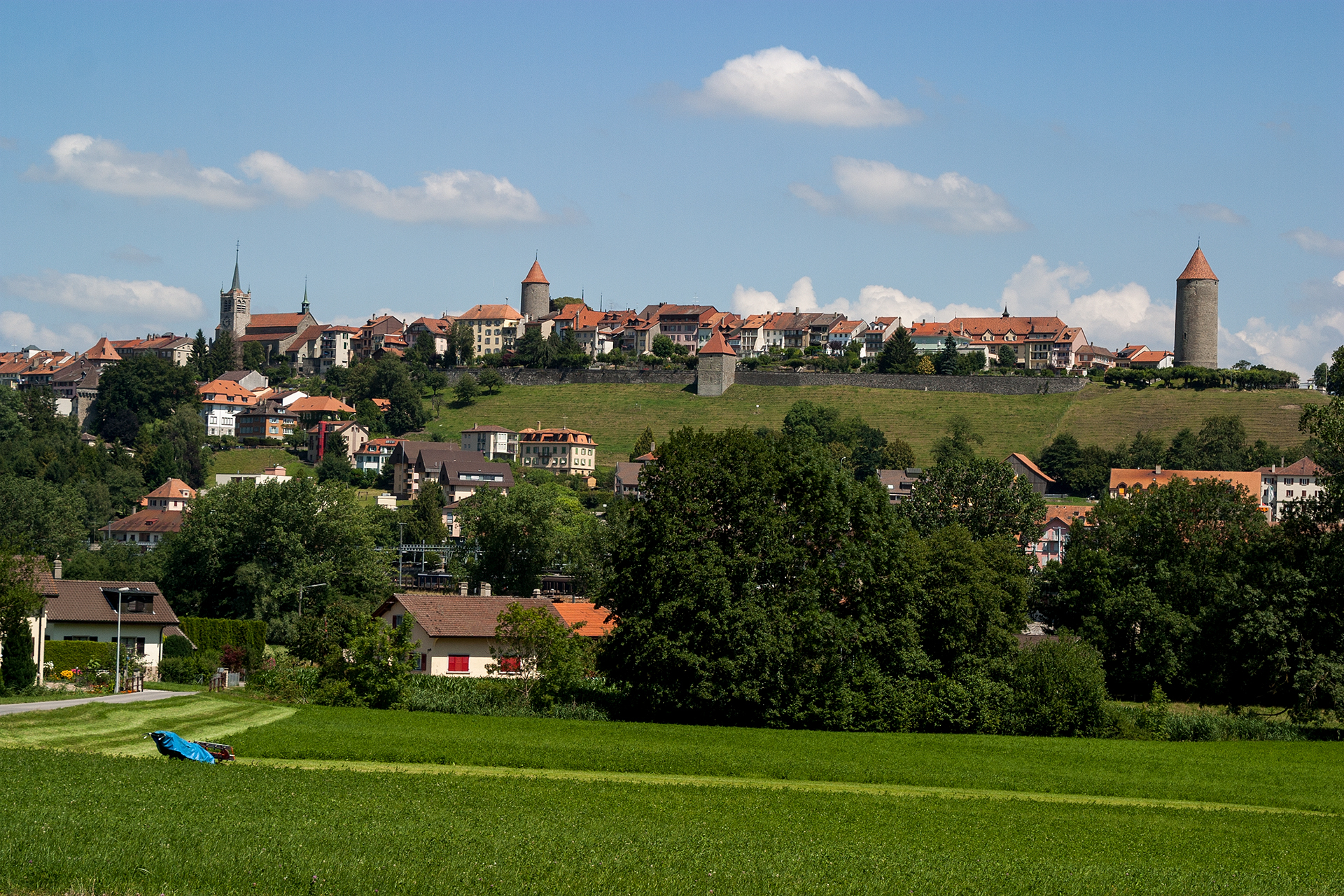
Gezicht op Romont (2004)

Pierre II van Savoye bouwde in de 13e eeuw hier een slot en stadje, dat toen al circa duizend inwoners telde en nadien vele branden heeft gekend. In 1476 werd Romont platgebrand tijdens het oorlogsgeweld van de Slag bij Murten. In de 15e en 19e eeuw werd Romont enige malen door grote branden geteisterd. Later heeft Romont zich vooral ontwikkeld als agrarische gemeente.
Romont is ook een tussenstop van de pelgrimsroute naar Santiago de Compostella.

## Economie
Sedert 2015 heeft de fabrikant van koffie in koffiecapsules Nespresso bij Romont een productielocatie. Deze fabriek is in 2019 nog aanzienlijk uitgebreid. Daarnaast is er enige industriële productie van verpakkingsmaterialen ( Tetra-Pak) en van onderdelen van airconditioningsystemen. 
De landbouw (met name de melkveehouderij, vooral voor de productie van kaas) is sedert plm. 1970 sterk in betekenis afgenomen.

## Bezienswaardigheden

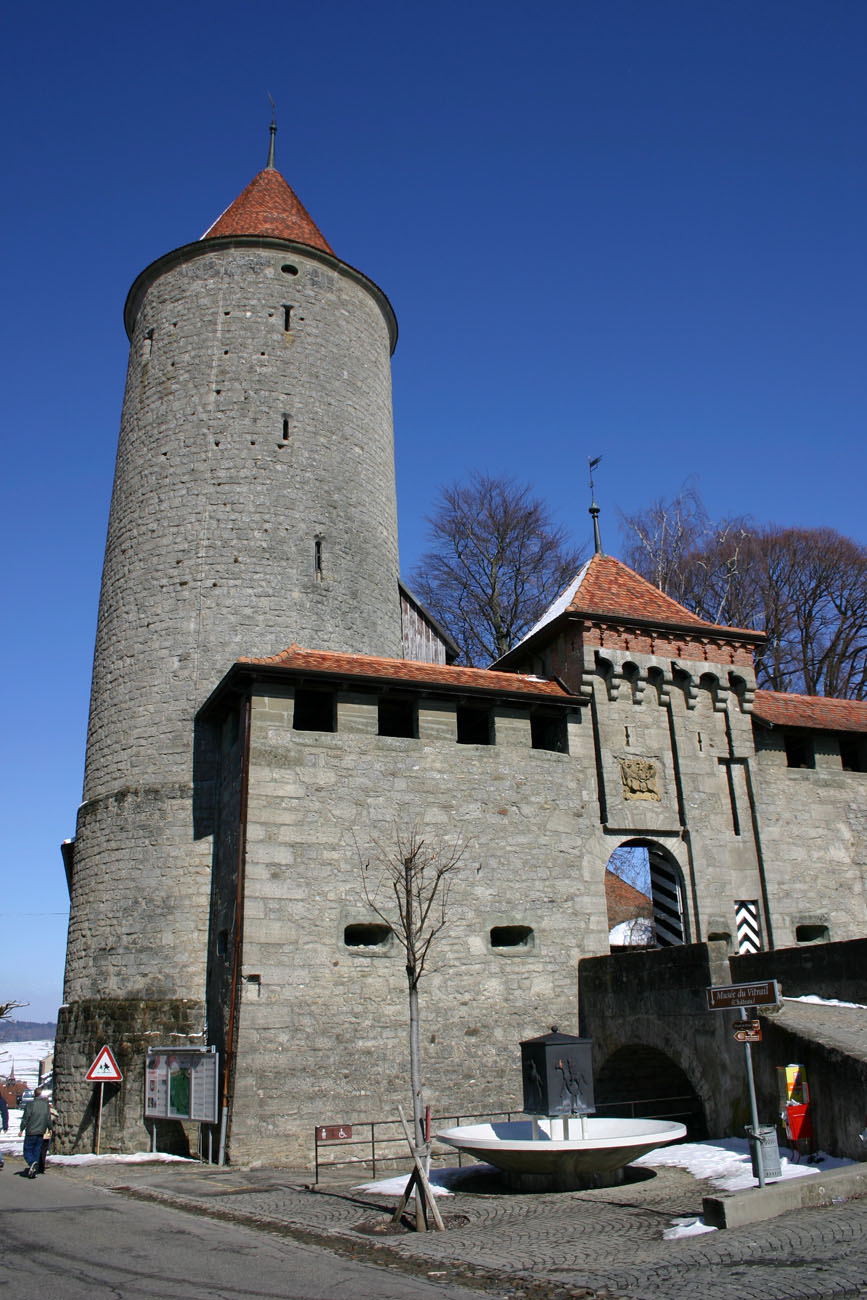
Voormalig kasteel van Romont, thans glasmuseum
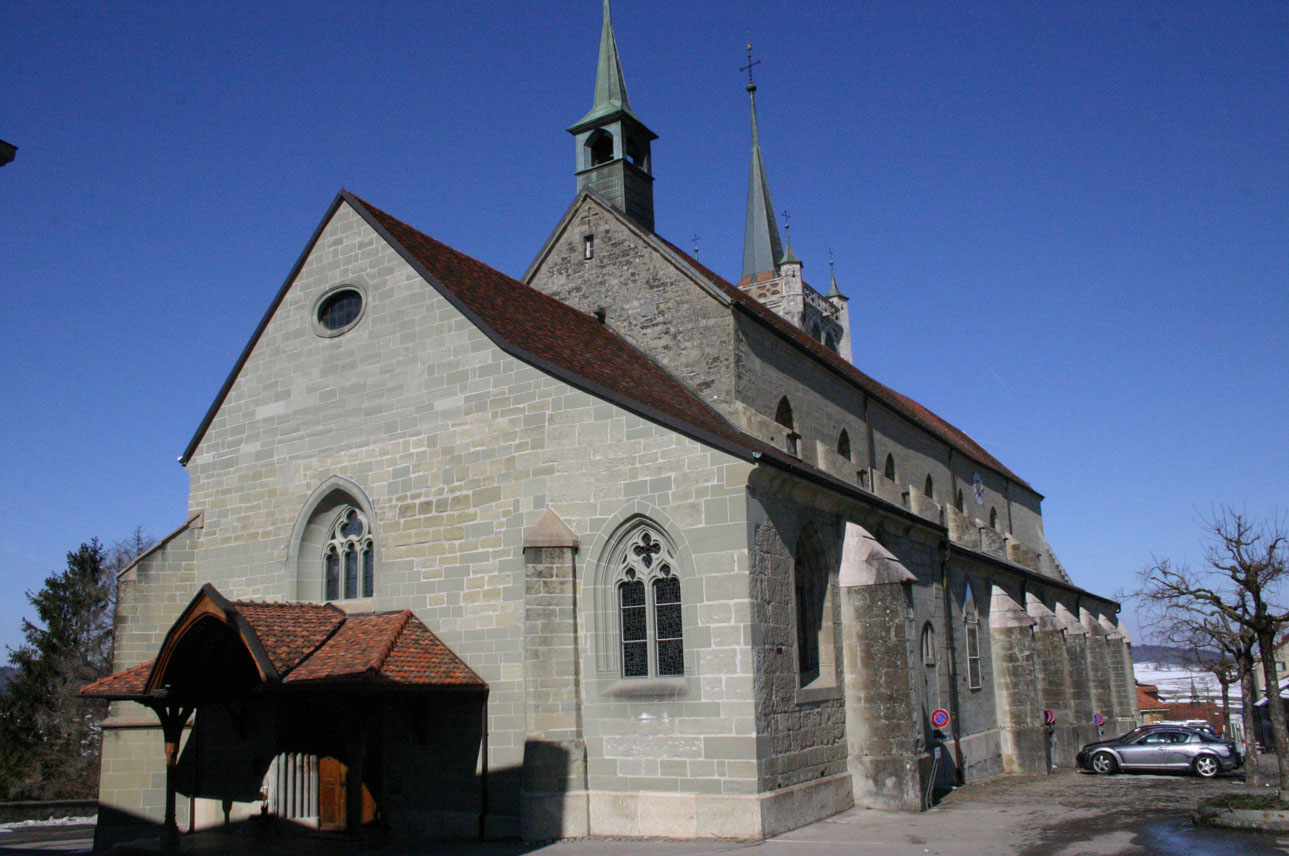
Collegiale O.L.Vrouwekerk

Romont is gelegen op een 780 m hoge heuvel en kent talloze monumentale bouwwerken. Het meest opvallend zijn de stadswallen (bewandelbaar) met diverse vestingtorens, zoals de ronde, uit plm. 1300  daterende Tour à Boyer, de Tour du Savage, Tour de Fribourg en  de Tour des Beguines. In het centrum, aan de Grand-Rue, bevindt zich het slot, waarvan alleen de (bewandelbare) muren bewaard zijn gebleven; op de binnenplaats is sinds 1981 een glasmuseum met de naam Vitromusée  gevestigd. De laatgotische Eglise Collegiale uit de 15e eeuw is recentelijk (2017- ) ingrijpend gerestaureerd; in de kerk o.a. enige moderne glas-in-loodramen. Het kapucijnerkerkje uit 1727 aan de Grand-Rue kent een sober uiterlijk, maar met interessant altaar en schilderingen. Sinds 1979 heeft dit kerkje een culturele bestemming.

## Geboren
- Athénaïs Clément (1869-1935), onderwijzeres, feministe en vluchtelingenhelpster